# Публий Атий Вар
Публий Атий Вар (на латински: Publius Attius Varus; † 17 март 45 пр.н.е.) e римски управител на провинция Африка по време на гражданската война между Юлий Цезар и Помпей.
През 53 пр.н.е. той е претор и през 52 пр.н.е. става проконсул на Африка. Неговият брат Секст Атий Вар участва също в боевете в Корфиниум.
Той се изправя през 49 пр.н.е. срещу римския военачалник Гай Скрибоний Курион, но в битката при Утика, в която се бие заедно с Юба I, царя на Нумидия, на страната на Помпей, е победен.
По време на Битката при Фарсала на 9 август 48 пр.н.е. той е legatus pro praetore. През 46 пр.н.е. той е командир на войската на Помпей в Битката при Тапс, след което бяга в Испания. Пада убит в Битката при Мунда на 17 март 45 пр.н.е., както и другият пълководец Тит Лабиен.